# Kobusy (Mazovie)
Pour les articles homonymes, voir Kobusy.
Kobusy (prononciation : [kɔˈbusɨ]) est un village polonais de la gmina de Sobolew dans le powiat de Garwolin de la voïvodie de Mazovie dans le centre-est de la Pologne.
Il se situe à environ 5 kilomètres au sud de Sobolew (siège de la gmina), 23 kilomètres au sud de Garwolin (siège du powiat) et à 75 kilomètres au sud-est de Varsovie (capitale de la Pologne).
Le village possède approximativement une population de 170 habitants.

## Histoire
De 1975 à 1998, le village appartenait administrativement à la voïvodie de Siedlce.